# Heteromorpha stenophylla
Heteromorpha stenophylla là một loài thực vật có hoa trong họ Hoa tán. Loài này được Welw. ex Schinz mô tả khoa học đầu tiên năm 1894.